# モルガヌコドン目
モルガヌコドン目 (Morganucodonta) は、中生代三畳紀後期からジュラ紀中期にかけて生息した、最初期の哺乳類（哺乳形類）の特徴を備えた絶滅動物である。モルガノコドン目とする表記もある。また分類階級が曖昧であるとして、近年では階級を示さずモルガヌコドン類とすることもある。

## 形態
このグループはいずれもトガリネズミほどのサイズであった。また、その形態も同様であった。おそらくは恒温動物であり、また既に乳腺を持っていたと考えられている。
このグループが現生の哺乳類の異なる点としては、「二重関節」という特異な構造を備えていた事である。これは、顎の関節が鱗状骨 - 歯骨関節と方形骨 - 関節骨関節の２つからなるということを意味する。関節骨と方形骨は、それぞれ槌骨と砧骨のもととなった骨である。麟状骨 - 歯骨関節は後期キノドン類が獲得した形態であり、旧来の方形骨 - 関節骨関節とどちらに比重が置かれているかが哺乳（形）類と非哺乳類型キノドン類とを分類する指標となっている。このグループは、新たな関節が主体となっている事で哺乳類の側に置かれているが、旧関節も機能している為、真の哺乳類とは見なされない。

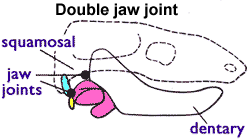
モルガヌコドン目の二重関節の構造

歯列は大小三つの咬頭が漢字の「山」の様に直線で並んだ形態の臼歯が特徴的である。これは真三錐歯目も似た臼歯を持つが、それと比べてより祖先的な形態を留める。しかし、小臼歯とは形態が異なっており、二生歯性への移行も進んでいる。
体幹は頸椎、胴椎の回転、よじりが容易な構造となるなど、キノドン類よりも派生的な形態を見せる。

## 生態
モルガヌコドン目の多くは夜行性で昆虫食であったとみられ、日中に活動する捕食者を避けながら獲物を探していた。なお初期の哺乳形類とされるキューネオテリウムよりも、本種のほうが硬い獲物(ゴミムシのような甲虫類)を食べていた可能性がある。
一部の哺乳形類が選択した夜行性というライフスタイルは、捕食性の恐竜から逃れるためのものとして彼らの子孫にも受け継がれたと考えられる。

## 分類
当初モルガヌコドン目は、「三錐歯目」の基底に置かれ、その祖先群とされていた。その根拠となったのが三つの咬頭を持つ臼歯の形態であるが、これはトリナクソドンなどキノドン類にも見られるものであり、祖先的な形態を残しているに過ぎないことが明らかになり、三錐歯目から外されている。
モルガヌコドン目を真の哺乳類として分類するべきか、それとも哺乳綱の外にあるクレードとみなすべきなのかについては、科学者の間でも未だ論争となっている。哺乳綱に含めない根拠としてよく主張されるのは、モルガヌコドンが耳小骨を持たず、代わりに二重関節を持っている（上記を参照）という事実である。

### 上位分類
（†は絶滅）
- 単弓類 Synapsida
  - 獣弓目 Therapsida
    - キノドン亜目 Cynodontia
      - 哺乳形類 Mammaliaformes
        - †モルガヌコドン目 Morganucodonta
        - 哺乳類 Mammalia
          - 獣形類 Theriiformes
            - †三錐歯目 (Triconodonta / 正三錐歯目 Eutriconodonta

### 下位分類
モルガヌコドン属は一時期エオゾストロドン属のシノニムとされたが、2004年以降は再び独立した属とされた。
- †モルガヌコドン目 Morganucodonta
  - †モルガヌコドン科 Morganucodontidae
    - †モルガヌコドン Morganucodon
    - †エオゾストロドン Eozostrodon
    -  ?†Gondwanadon
    - †Helvetiodon
    - †エリトロテリウム Erythrotherium
    - †Wareolestes

  - †メガゾストロドン科 Megazostrodontidae
    - †メガゾストロドン Megazostrodon
    - †Brachyzostrodon
    - †ディネテリウム Dinnetherium
    -  ?†インドゾストロドン Indozostrodon

## 分布・年代
ヨーロッパからは三畳紀後期 - ジュラ紀中期にかけて、南アフリカ、アリゾナ州、中国ではジュラ紀前期の化石が見つかっている。